# McAdoo (Pennsylvanie)
Pour les articles homonymes, voir McAdoo.
McAdoo est un borough situé au nord-est du comté de Schuylkill, en Pennsylvanie, aux États-Unis,. En 2010, il comptait une population de 2 300 habitants. Il est incorporé le 9 juillet 1896.

## Démographie
Lors du recensement de 2010, le borough comptait une population de 2 300 habitants. Elle est estimée, en 2019, à 2 242 habitants.

### Source de la traduction
- (en) Cet article est partiellement ou en totalité issu de l’article de Wikipédia en anglais intitulé « McAdoo, Pennsylvania » (voir la liste des auteurs).